# پالماس (باداخس)
پالماس (باداخس) (به اسپانیایی: Palomas, Badajoz) یک شهرستان در اسپانیا است که در استان باداخس واقع شده‌است.